# Бесман, Кристина Дмитриевна
Кристина Дмитриевна Бесман (2014—2021 — Ягубова; род. 13 февраля 1996, Минск) — азербайджанская волейболистка, связующая, игрок сборной Азербайджана (с 2015).

## Карьера
Родилась в Минске, где начала заниматься волейболом в возрасте 9 лет. В 2010 году в составе столичной команды Республиканского государственного училища олимпийского резерва (РГУОР) дебютировала в чемпионате Беларуси. 
В 2013 году переехала в Азербайджан, где на протяжении двух сезонов играла за «Телеком» (Баку) — фарм-команду лидера клубного азербайджанского волейбола бакинской «Рабиты». В 2015—2016 годах выступала уже за основную команду клуба. В 2016—2017 годах играла за «Азерйол», а в 2017—2018 — сразу за два азербайджанских клуба — АВФ в чемпионате страны и «Азеррейл» в Кубке вызова ЕКВ. В 2018 перешла в финский «Виести» (Сало).  
В 2019 году заключила контракт с российским ВК «Липецк», в составе которого провела два сезона. 
В 2021 году перешла в «Тулицу», где была капитаном команды. С 2023 — игрок команды «Енисей» Красноярск), а с 2025 — «Омички».
В 2013 году Кристина Бесман выступала за юниорскую сборную Беларуси.
В 2015 году сменила спортивное гражданство и под фамилией Ягубова стала выступать за национальную сборную Азербайджана, в составе которой приняла участие в чемпионате мира 2018, пяти чемпионатах Европы (2015, 2017, 2019, 2021, 2023), Европейских играх 2015, трёх розыгрышах Евролиги (2016, 2018, 2019). 
В 2016 году вместе со своей сборной выиграла золотые медали Евролиги.
В августе 2022 года на V Играх исламской солидарности в составе сборной завоевала бронзовые медали.

### Клубная карьера
- 2010—2012 —  РГУОР (Минск);
- 2013—2015 —  «Телеком» (Баку);
- 2015—2016 —  «Телеком-Рабита» (Баку);
- 2016—2017 —  «Азерйол» (Баку);
- 2017—2018 —  АВФ (Баку)/  «Азеррейл» (Баку);
- 2018—2019 —  «Виести» (Сало);
- 2019—2021 —  «Липецк» (Липецк);
- 2021—2023 —  «Тулица» (Тула);
- 2023—2025 —  «Енисей» (Красноярск);
- с 2025 —  «Омичка» (Омск).

## Достижения

### С клубами
- серебряный (2016) и бронзовый (2017) призёр чемпионатов Азербайджана;
- чемпионка Финляндии 2019.

### Со сборной Азербайджана
- победитель розыгрыша Евролиги 2016
- победитель Игр исламской солидарности 2017
  - бронзовый призёр Игр исламской солидарности 2021[3]